# Milton Moraes
Manoelito Soares Moraes, mais conhecido como Milton Moraes (Fortaleza, 4 de setembro de 1930 – Rio de Janeiro, 15 de fevereiro de 1993), foi um ator brasileiro.

## Biografia
Começou a carreira aproveitando uma carona de uma caravana circense que passou por Fortaleza, mas ela se desfez chegando na Bahia. Ele pegou então um ônibus e foi para o Rio de Janeiro tentar a carreira de ator.
Estreou nos palcos cariocas em 1948 com um espetáculo escrito por Amaral Gurgel. Trabalhou em grandes companhias teatrais com Ziembinski, Paulo Autran e Fernanda Montenegro.
Ficou conhecido por seus tipos malandros, boêmios e despreocupados, refletindo a condição dos marginalizados e da população de classe média baixa.
No teatro seu maior sucesso foi a montagem de Um Edifício Chamado 200 que ficou anos em cartaz e com a qual viajou pelo Brasil. Na TV seus melhores trabalhos foram nas novelas Bandeira 2, O Espigão  e Escalada. Também participou de outros sucessos, como Dancin' Days, a primeira versão de Cabocla, Água Viva, Final Feliz e a minissérie Anos Dourados. Seu último papel foi na novela O Dono do Mundo, em 1991.
Morreu na Casa de Saúde Santa Lúcia, no Rio de Janeiro, aos 62 anos, de câncer no pulmão. Foi sepultado no Cemitério São João Batista, em Botafogo.

## Filmografia
| Televisão | Televisão                | Televisão                       | Televisão                              | Televisão |       |
| Ano       | Título                   | Personagem                      | Notas                                  | Emissora  |       |
| --------- | ------------------------ | ------------------------------- | -------------------------------------- | --------- | ----- |
| 1991      | O Dono do Mundo          | Lopes Rezende                   |                                        | Globo     |       |
| 1990      | Meu Bem Meu Mal          | Couto                           |                                        | Globo     |       |
| 1990      | Rainha da Sucata         | Vicente                         |                                        | Globo     |       |
| 1988      | Abolição                 | Coronel Hipólito Macedo Tavares |                                        | Globo     |       |
| 1986      | Anos Dourados            | Cláudio Cantanhede              |                                        | Globo     |       |
| 1985      | Caso Verdade             | Apresentador                    | Ep.: A Vez dos Aflitos                 | Globo     |       |
| 1985      | De Quina Pra Lua         | Zezão (José João Batista)       |                                        | Globo     |       |
| 1985      | A Gata Comeu             | Miltinho                        |                                        | Globo     |       |
| 1985      | Corpo a Corpo            | Advogado de Teresa e Rogério    | participação especial                  | Globo     |       |
| 1984      | Amor com Amor Se Paga    | Prefeito Barreto                |                                        | Globo     |       |
| 1983      | Louco Amor               | Sérgio                          |                                        | Globo     |       |
| 1982      | Final Feliz              | Alaor                           |                                        | Globo     |       |
| 1982      | O Homem Proibido         | Getúlio Vieira                  |                                        | Globo     |       |
| 1982      | Caso Verdade             | Germano                         | Ep.: A Hora e a Vez de Germano da Hora | Globo     |       |
| 1981      | O Amor é Nosso           | Roberto                         |                                        | Globo     |       |
| 1980      | Plumas e Paetês          | Ramos                           | participação especial                  | Globo     |       |
| 1980      | Coração Alado            | Ângelo Salvatti                 | participação especial                  | Globo     |       |
| 1980      | Marina                   | Mário                           |                                        | Globo     |       |
| 1980      | Água Viva                | Sérgio Lima                     | participação especial                  | Globo     |       |
| 1979      | Cabocla                  | Joaquim Vieira Pires            |                                        | Globo     |       |
| 1979      | Feijão Maravilha         | General                         | participação especial                  | Globo     |       |
| 1978      | Dancin' Days             | Jofre                           |                                        | Globo     |       |
| 1977      | Espelho Mágico           | Vicente Drummond                |                                        | Globo     |       |
| 1976      | Duas Vidas               | Alexandre Aguiar                |                                        | Globo     |       |
| 1976      | Saramandaia              | Carlito Prata                   |                                        | Globo     |       |
| 1975      | Escalada                 | Armando Magalhães               |                                        | Globo     |       |
| 1974      | O Espigão                | Lauro Fontana                   |                                        | Globo     |       |
| 1973      | Caso Especial            | Creonte                         | Ep.:Medéia                             | Globo     |       |
| 1973      | Cavalo de Aço            | Carlão                          |                                        | Globo     |       |
| 1972      | O Bofe                   | Sérgio Marreta                  |                                        | Globo     |       |
| 1972      | Viva Marília             | Augusto                         | Seriado                                | Globo     |       |
| 1971      | Bandeira 2               | Quidoca                         |                                        | Globo     |       |
| 1969      | Enquanto Houver Estrelas | Gilson                          |                                        | Globo     | Tupi  |
| 1969      | O Retrato de Laura       | Julio                           |                                        | Globo     | Tupi  |
| 1965      | 22-2000 Cidade Aberta    | Policial                        | Seriado                                | Globo     | Globo |
| 1959      | Grande Teatro Tupi       | -                               | Ep.: Na Beira da Várzea                | Globo     | Tupi  |
| 1959      | Grande Teatro Tupi       | -                               | Ep.: Que o Céu a Condene               |           | Tupi  |
| 1959      | Grande Teatro Tupi       | -                               | Ep.: Os Enamorados                     |           | Tupi  |
| 1958      | Grande Teatro Tupi       | -                               | Ep.: Minha Irmã Francês                |           | Tupi  |
| 1958      | Grande Teatro Tupi       | -                               | Ep.: Bom Dia, Tristeza                 |           | Tupi  |
| 1958      | Grande Teatro Tupi       | -                               | Ep.: Capitão Veneno                    |           | Tupi  |
| 1956      | Grande Teatro Tupi       | -                               | Ep.: A Ilha das Cabras                 |           | Tupi  |
| 1956      | Grande Teatro Tupi       | -                               | Ep.: Profundo Mar Azul                 |           | Tupi  |
| 1956      | Grande Teatro Tupi       | -                               | Ep.: A Mulher Desejada                 |           | Tupi  |
| 1952      | Grande Teatro Tupi       | -                               | Ep.: Se o Guilherme Fosse Vivo         |           | Tupi  |

| Cinema | Cinema                                       | Cinema                  | Cinema         | Cinema                         |
| Ano    | Título                                       | Personagem              | Produção       | Direção                        |
| ------ | -------------------------------------------- | ----------------------- | -------------- | ------------------------------ |
| 1986   | Os Trapalhões e o Rei do Futebol             | Dr. Barros Barreto      | Longa-metragem | Carlos Manga                   |
| 1984   | Aguenta, Coração                             | Luís                    | Longa-metragem | Reginaldo Farias               |
| 1983   | O Trapalhão na Arca de Noé                   | Morel                   | Longa-metragem | Del Rangel                     |
| 1982   | Beijo na Boca                                | Pai de Celeste          | Longa-metragem | Paulo Sérgio Almeida           |
| 1982   | Pra frente, Brasil                           | Policial                | Longa-metragem | Paulo Sérgio Almeida           |
| 1981   | O Sequestro                                  | Argola                  | Longa-metragem | Victor di Mello                |
| 1981   | Bonitinha Mas Ordinária ou Otto Lara Rezende | Peixoto                 | Longa-metragem | Braz Chediak                   |
| 1980   | Os Paspalhões em Pinóquio 2000               | Neves                   | Longa-metragem | Victor Lima                    |
| 1979   | A República dos Assassinos                   | Gringo                  | Longa-metragem | Miguel Faria Jr.               |
| 1978   | O Amante de Minha Mulher                     | Paraguaio               | Longa-metragem | Alberto Pieralisi              |
| 1977   | Barra Pesada                                 | Florindo                | Longa-metragem | Reginaldo Faria                |
| 1977   | Um Marido Contagiante                        | Mário                   | Longa-metragem | Carlos Alberto de Souza Barros |
| 1976   | O Homem de Papel                             | Carlos                  | Longa-metragem | Carlos Coimbra Brasil          |
| 1976   | Ninguém Segura Essas Mulheres                | Gil                     | Longa-metragem | Anselmo Duarte                 |
| 1973   | Um Edifício Chamado 200                      | Gamela                  | Longa-metragem | Carlos Imperial                |
| 1973   | Os Homens que Eu Tive                        | Torres                  | Longa-metragem | Tereza Trautman                |
| 1973   | Sagarana, o Duelo                            | Cassiano Gomes          | Longa-metragem | Paulo Thiago                   |
| 1971   | Os Devassos                                  | Gerson                  | Longa-metragem | Carlos Alberto de Souza Barros |
| 1971   | O Barão Otelo no Barato dos Bilhões          | Alquimista              | Longa-metragem | Miguel Borges                  |
| 1970   | Os Senhores da Terra                         | Hélio                   | Longa-metragem | Paulo Thiago                   |
| 1970   | É Simonal                                    | Homem do casal da boite | Longa-metragem | Domingos Oliveira              |
| 1969   | A um Pulo da Morte                           | Dr. Júlio               | Longa-metragem | Victor Lima                    |
| 1968   | Maria Bonita, Rainha do Cangaço              | Lampião                 | Longa-metragem | Miguel Borges                  |
| 1967   | Perpétuo contra o Esquadrão da Morte         | Perpétuo                | Longa-metragem | Miguel Borges                  |
| 1967   | Mineirinho Vivo ou Morto                     | Arubinha                | Longa-metragem | Aurélio Teixeira               |
| 1966   | Nudista à Força                              | Lima                    | Longa-metragem | Victor Lima                    |
| 1963   | A Montanha dos Sete Ecos                     | Bandoleiro              | Longa-metragem | Armando de Miranda             |
| 1963   | Gimba, Presidente dos Valentes               | Gimba                   | Longa-metragem | Flavio Rangel                  |
| 1962   | Assassinato em Copacabana                    | Pascoal                 | Longa-metragem | Eurides Ramos                  |
| 1956   | A Estrada                                    | Pedro                   | Longa-metragem | Oswaldo Sampaio                |

| Teatro | Teatro                                        | Teatro                | Teatro                                                            | Teatro |
| Ano    | Título                                        | Personagem            | Direção/Autor                                                     | Elenco |
| ------ | --------------------------------------------- | --------------------- | ----------------------------------------------------------------- | --- |
| 1985   | Frank Sinatra 4815                            | -                     | Cláudio MacDowell/ ...de João Bethencourt                         | Milton Moraes, Suely Franco, Myriam Pérsia etc. |
| 1980   | Toalhas Quentes                               | -                     | Bibi Ferreira/ ...de Marc Camoletti                               | Suely Franco, Milton Moraes, José Augusto Branco, Mila Moreira etc. |
| 1979   | Festival de Ladrões                           | Gerente do Banco      | João Bethencourt (texto e direção)                                | Milton Moraes, Alberto Perez, André Villon, Tânia Scher etc. |
| 1978   | Dolores Três Vezes Por Semana                 | -                     | João Bethencourt (texto e direção)                                | Milton Moraes, Jorge Dória, Suely Franco etc. |
| 1978   | Um Edifício Chamado 200                       | Gamela                | João Bethencourt/ ...de Paulo Pontes                              | Milton Moraes, Tânia Scher, Juca de Oliveira, José Renato, Paulo Pontes etc. |
| 1977   | Sodoma e Gomorra, O Último a Sair Apaga a Luz | -                     | João Bethencourt (texto e direção)                                | Suely Franco, Milton Moraes, André Villon, Jorge Dória, Íris Bruzzi, Procópio Mariano etc. |
| 1974   | Transe no 18                                  | George                | Cecil Thiré / ...de Gene Stone & Ron Cooney (trad. Marisa Murray) | Lucélia Santos, Cecil Thiré, Milton Moraes etc. |
| 1974   | A Venerável Madame Goneau                     | -                     | Jorge Ayer/ ...de João Bethencourt                                | Milton Moraes, Rosamaria Murtinho, Ivan Cândido, Hildegard Angel, Françoise Forton etc. |
| 1972   | O Morro do Outro                              | Seu Patrício          | Haroldo Serra/ ...de Eduardo Campos                               | Milton Moraes, Myriam Pérsia, Paulo Pinheiro, Yara Victória, Elizabeth Matos, Mary Neubeacur, Chico Silva, Célio de Barros e Almir Tales.                                                                   |
| 1966   | Pindura Saia                                  | -                     | Graça Mello (texto e direção)                                     | Irene Ravache, Milton Moraes, Mussum, Theresa Amayo etc. |
| 1965   | O Berço do Herói                              | Cabo Jorge            | Antônio Abujamra/ ...de Dias Gomes                                | Milton Moraes, Sebastião Vasconcelos, Tereza Rachel, Juca de Oliveira, Ana Maria Nabuco, Josef Guerreiro, José Renato, Paulo Pontes etc.                                                                    |
| 1962   | A Revolução dos Beatos                        | Bastião               | Flávio Rangel/ ...de Dias Gomes                                   | Milton Moraes, Ângela Diniz, Raul Cortez, Stênio Garcia, João Bosco, Edmundo Lopes, Gina Rinaldi, Rui Nogueira, Myriam Muniz etc.                                                                           |
| 1961   | Boca de Ouro                                  | Bicheiro de Madureira | José Renato/ ...de Nelson Rodrigues                               | Milton Moraes, Vanda Lacerda, Beatriz Veiga, Ivan Cândido etc. |
| 1958   | A Valsa dos Toureadores                       | Robert Finch          | Augusto Boal/ ...de Jean Anouilh                                  | Milton Moraes, Maria Della Costa, Ruthinéia de Moraes, Manoel Carlos, Dercy Gonçalves, Yolanda Cardoso etc.                                                                                                 |
| 1958   | Society em Baby Doll                          | -                     | Milton Moraes/ ...de Henrique Pongetti                            | Milton Moraes, Dercy Gonçalves, Manoel Carlos, Yolanda Cardoso, Maria Della Costa, Ruthinéia de Moraes, Araçary de Oliveira, Odete Lara etc.                                                                |
| 1958   | Juventude Sem Dono                            | Drogado               | Flávio Rangel / ...de Michael Vincenzo Gazzi                      | Milton Moraes, Manoel Carlos, Yolanda Cardoso, Aldo de Maio, Isabel Teresa, Iso Lesscher etc. |
| 1957   | Guerras do Alecrim e da Manjerona             | Gil Vaz               | Gianni Ratto/ ...de António José da Silva o Judeu                 | Milton Moraes, Tereza Rachel, Sebastião Vasconcelos, Fábio Sabag etc. |
| 1957   | Pedro Mico                                    | Pedro Mico            | Paulo Francis/ ...de Antonio Callado                              | Milton Moraes, Edson Silva, Fábio Sabag, Beyla Genauer, Munira Haddad, Haroldo de Oliveira, Soriano e Oscar Niemeyer (cenografia).                                                                          |
| 1957   | O Telescópio                                  | Antenor               | Paulo Francis/ ...de Jorge Andrade                                | Milton Moraes, Ivan Cândido, Tereza Rachel, Helena Xavier, Beyla Genauer, Beatriz Veiga, Fábio Sabag, Antônio Soriano, Paulo Padilha, Adila Araújo etc.                                                     |
| 1956   | A Casa de Chá do Luar de Agosto               | Capitão Fisby         | Maurice Vaneau / ...de John Patrick                               | Ítalo Rossi, Mauro Mendonça, Milton Moraes, Eugênio Kusnet, Nathalia Timberg, Célia Biar, Maria Helena Dias, Rubens Fazoni, Ambrósio Fregolente, Renato Alvim, Fábio Sabag, Erika Falken, Oscar Felipe etc. |
| 1955   | A Moratória                                   | Marcelo               | Gianni Ratto/ ...de Jorge Andrade                                 | Elísio de Albuquerque, Monah Delacy, Fernanda Montenegro, Milton Moraes, Sérgio Britto, Wanda Kosmo etc. |
| 1955   | Com a Pulga Atrás da Orelha                   | -                     | Gianni Ratto/ ... de Georges Feydeau                              | Fernanda Montenegro, Carlos Zara, Manoel Carlos, Milton Moraes, Serafim González, Elísio de Albuquerque, Sérgio Britto etc.                                                                                 |
| 1955   | Mirandolina                                   | -                     | Gianni Ratto/ ... de Carlo Goldoni                                | Fernanda Montenegro, Milton Moraes, Maria Della Costa, Wanda Kosmo, Fernando Torres, Sérgio Britto, Elísio de Albuquerque, Fábio Sabag, Serafim González etc.                                               |
| 1954   | O Canto da Cotovia                            | -                     | Gianni Ratto/ ...de Jean Anouilh                                  | Sérgio Britto, Eugênio Kusnet, Milton Moraes, Manoel Carlos, Edmundo Lopes, Wanda Kosmo, Serafim González etc.                                                                                              |

## ligações externas
- Milton Moraes. no IMDb.